# 莧菜鬼
莧菜鬼，又稱莧菜神，是台灣民間傳說中的一種巫術，以小孩子為代價，將莧菜通靈成鬼。這種傳說主要流傳在客家地區。

## 能力
莧菜鬼可以告訴術士許多方面的秘密，或是替人帶路、指引方向甚至預知未來，不同製作方法所做出來的莧菜鬼能力也會不同。

## 方法
目前已知製造莧菜鬼的方式通常有兩種：
1.在紅柬上寫八字並用它包住莧菜仁，放入小孩屍體的腹部或心窩，並且埋起來。等到莧菜仁長大後，再把莧菜頭刻成人偶，放在醮壇佛像旁燻香三年，人偶就會變成莧菜鬼。這種方式的鬼會告知秘密。
2.將一個命好的小孩的八字寫在紅紙上，並在田裡找一顆較大的莧菜，把莖剖開塞入紅紙再種回去，等到莧菜長大並包住紅紙後將它連根拔起、莖部曬乾，放到神龕或醮壇下祭拜一個月，莧菜就會變成莧菜鬼，但晚上還需要將它掛在外頭淋雨以吸收日月精華，而八字被拿去做法的小孩多半會體弱多病或死亡。

## 其他
這種法術被認為是茅山術的一種，如果沒有把莧菜裡的小鬼魂魄控制好，祂們就會逃走、寄宿在莧菜園中危害民間。
此外，客家文化中也有以莧菜諷刺到處危害人的壞人的俗諺，有可能跟莧菜鬼的傳說有關。